# Anne Willem Jacob Joost van Nagell
Anne Willem Jacob Joost baron van Nagell (Lochem, 25 december 1851 - Velp, 24 september 1936) was burgemeester van de Nederlandse gemeente Barneveld van 1883 tot 1925.

## Familie
Van Nagell was zoon van mr. Justinus Egbert Hendrik baron van Nagell van Ampsen (1825-1901), heer van beide Ampsen, en van Sophia barones Schimmelpenninck van der Oye (1828-1897). Hij trouwde in 1879 met Johanna Magdalena Cornelia barones van Zuylen van Nievelt, vrouwe van De Schaffelaar (1856-1934). Zij was de dochter van Jasper Hendrik baron van Zuylen van Nievelt, die opdracht gaf tot het bouwen van kasteel De Schaffelaar (zie Van Zuylen van Nievelt).
Uit dit huwelijk werden drie kinderen geboren:
- Johanna Cornelia barones van Nagell, vrouwe van De Schaffelaar (1881-1935)
- mr. Justinus Egbert Hendrik baron van Nagell (1882-1963), ambassadeur
  - Egbert Joost baron van Nagell, heer van De Schaffelaar (1935-) (1923-1944, gesneuveld als RAF piloot)
  - Jeanne Linnie Alice barones van Nagell (1918-2007), laatste vrouwe van Schaffelaar (1935-1968)
- Marie Louise Clémence barones van Nagell (1885-1981); trouwde in 1912 met mr. Hendrikus Albertus Lorentz (1871-1944), ambassadeur

Zijn broer mr. Alexander Adriaan baron van Nagell (1859-1921) trouwde met een nicht van zijn vrouw: Louise Marie Clemence barones van Zuylen van Nievelt (1858-1947), laatste van haar geslacht.

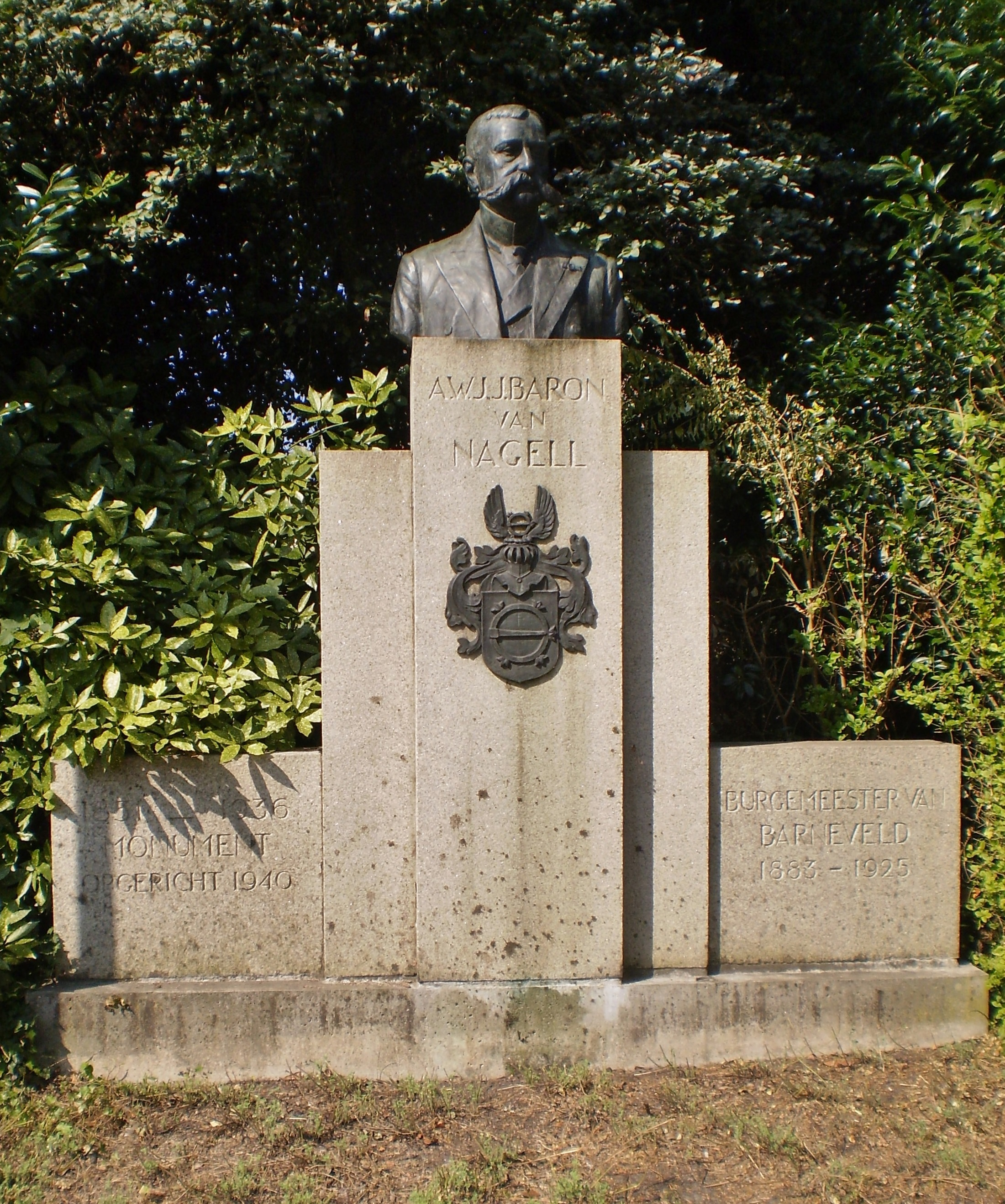
Buste A.W.J.J. Baron van Nagell in Barneveld (1940)

## Loopbaan
Van Nagell was eerst 1e luitenant van de rijdende artillerie en werd later naast burgemeester ook lid van de Provinciale Staten van Gelderland, voorzitter van de Nederlandse Heide Maatschappij, landcommandeur van de Ridderlijke Duitsche Orde, Balije van Utrecht en kamerheer van Koning Willem III.
Ter ere van het 40-jarig ambtsjubileum van Van Nagell als burgemeester van Barneveld, werd in 1923 in een van de grootste klokken van het carillon van de Oude Kerk in Barneveld een herinneringstekst gegoten. In 1940 werd ter herinnering aan Van Nagell van hem een buste geplaatst in het parkje aan de Stationsweg tegenover kasteel De Schaffelaar. De Baron van Nagellstraat gelegen tussen Voorthuizen en Barneveld is naar hem vernoemd.
Naast zijn politieke functies was Van Nagell ook eigenaar van het "Ingensche veer" dat zijn vrouw erfde van moeders kant. Dit is de veerdienst tussen Ingen en Elst die bestaat sinds 1486. Op het veer kwamen de inkomsten niet alleen van de pont. Het veerhuis met herberg, toegangsweg en de aangrenzende percelen waren in 1832 blijkens het Kadaster (zie hisgis.nl) eigendom van de Weduwe van Gerrit van Westrhenen. Er was een laad- en losplaats en een aanlegplaats voor stoomboten die ook goederen verscheepten. Naast het veer had Van Nagell een steenoven; hierop liet Van Nagell toezicht houden door Peter en Evert Jan van Westrhenen, de toenmalige exploitanten van het veer die daar alle zaken regelden. In 1907 ging de familie Spies het veer exploiteren. Vijf jaar later, in 1912, kochten zij het veer van Van Nagell dat vanaf 1753 in bezit binnen zijn familie was geweest.